# 1-й отдельный штрафной батальон Сталинградского, Донского фронтов
1 отдельный штрафной батальон Сталинградского, Донского фронтов — штрафное воинское подразделение, фронтового подчинения, вооружённых сил СССР в Великой Отечественной войне.
12 декабря 1942 года был переименован в «8 отдельный штрафной батальон Донского фронта» (далее — 8 отдельный штрафной батальон Донского, Центрального, Белорусского, 1 Белорусского фронтов).
Переменный состав батальона комплектовался из военнослужащих офицерского состава.
Является, согласно официальному Перечню № 33, одним из нескольких наиболее длительно существовавших отдельных штрафных батальонов Действующей армии ВС СССР Великой Отечественной войны.

## 1 отдельный штрафной батальон Сталинградского, Донского фронтов

### История
Сформирован 1 августа 1942 года на Сталинградском фронте (первого наименования). До 30 сентября 1942 года подчинялся Сталинградскому фронту (первого наименования).
Номера у штрафбатов вначале были не сквозные, а внутрифронтовые, на каждом фронте повторялись. Если на фронте был только один штрафбат, то он назывался просто «Отдельный штрафной батальон фронта», если же на фронте формировалось несколько штрафбатов, то их нумерация начиналась с № 1.
1 августа 1942 года командующий войсками Сталинградского фронта генерал-лейтенант Гордов приказал: «…1. К 3.8.42 сформировать два фронтовых штрафных батальона по 800 человек в каждом, куда направлять средних и старших командиров и соответствующих политработников, провинившихся в нарушении дисциплины по трусости или неустойчивости…». Так, по временным штатам, началось формирование 1-го и 2-го штрафных батальонов Сталинградского фронта.
1 отдельный штрафной батальон Сталинградского фронта формировался в районе села Самофаловка Сталинградской области в соответствии с Приказом войскам Сталинградского фронта N073 от 13.08.1942 года. Первый приказ N01 по батальону был издан комбатом Григорьевым 15.08.1942. Первые раненые и погибшие в батальоне были не в боях, а от осколков авиабомб при бомбежке 21.08.1942.
Укомплектовать штрафной батальон тем контингентом, о котором шла речь в приказе НКО № 227, то есть оставившими позиции без приказа, трусами и паникёрами, оказалось трудно. На всех фронтах... в штрафные части начали направлять осуждённых за любые преступления с отсрочкой исполнения приговора до окончания военных действий. Но и таких не хватало.
С приближением фронта формирующийся 1 отдельный штрафной батальон покинул Самофаловку и переместился севернее, на хутор Терновка рядом с Фролово.
В пору отсутствия боев предусматривались десять часов занятий по боевой и строевой подготовке. Горячую пищу им готовили только на завтрак и обед, ужин как таковой в распорядке дня не значился. При этом питание обычно было плохим - половина муки, поступавшей для штрафбата, оказывалась непригодной для выпечки хлеба; часто не было ни соли, ни картофеля.
К этому времени наступавшими войсками противника Сталинградский фронт (первого наименования) был уже отрезан от Сталинграда и оттеснён на север. Этот фронт перестал соответствовать своему названию, так как фактически Сталинград продолжал защищаться другим фронтом.
30 сентября 1942 года Сталинградский фронт (первого наименования) был переименован в Донской фронт. В связи с переименованием фронта, 1 отдельный штрафной батальон Сталинградского фронта перешёл в подчинение Донскому фронту.
Также стало уже окончательно очевидно, что осуждённых трибуналами и направляемых без суда, по nриказам командиров «за трусость», офицеров-«штрафников» хронически не хватает, и два штрафбата фронт, теперь уже «Донской», укомплектовать «штрафниками» не сможет. Приказом по войскам № 09/0125 от 30 сентября 1942 года один из двух штрафбатов фронта, а именно 2 отдельный штрафной батальон Донского фронта был расформирован.
Так как 1-й отдельный штрафной батальон тоже был сформирован не полностью, на фронт он отправлялся частями, поротно. Первые роты начали отправляться с 3 октября 1942 года на участок 24-й армии Донского фронта. Первые серьёзные боевые потери роты батальона понесли 10.10.1942 в полосе действий 24-й армии на высоте 108,4 в районе села Котлубань при неудачной попытке нового командующего фронтом Рокоссовского провести «операцию по ликвидации Орловского выступа». У Котлубани погибли 19 штрафников и один командир взвода, ещё 30 бойцов получили ранения. Все погибшие были похоронены на южном склоне той же высоты. В результате этого неудачного наступления из-за понесённых потерь была расформирована целая соседняя 1-я гвардейская армия и её оставшиеся части были переданы 24-й армии.
15 октября 1942 года 1-му отдельному штрафному батальону Донского фронта были переданы на доукомплектование 33 человека командного и политического состава из расформированного 2 отдельного штрафного батальона Донского фронта.
25 ноября 1942 года было издано распоряжение № орг/2/78950 Главного организационно-штатного управления Главного упраформа Красной Армии об установлении единой нумерации штрафных батальонов. Была установлена сквозная нумерация по всей РККА, и для каждого штрафного батальона был определён персональный номер.
12 декабря 1942 года 1 отдельный штрафной батальон Донского фронта был переименован в «8 отдельный штрафной батальон Донского фронта» (далее — 8 отдельный штрафной батальон Донского, Центрального, Белорусского, 1 Белорусского фронтов).

### Подчинение
| Дата            | Фронт                                       | Примечания |
| --------------- | ------------------------------------------- | ---------- |
| 01.08.1942 года | Сталинградский фронт (первого наименования) | -          |
| 30.09.1942 года | Донской фронт                               | -          |
| 11.12.1942 года | Донской фронт                               | -          |

### Командиры
- Григорьев Яков Федорович — гвардии майор, командир батальона (15.08.1942 — 03.11.1942)[2]
- Бурков Дмитрий Ермолович — гвардии майор, командир батальона (03.11.1942 — 1943)[2]

## 8 отдельный штрафной батальон Донского, Центрального, Белорусского, 1 Белорусского фронтов

### История
Создан 12 декабря 1942 года путём переименования из 1 отдельного штрафного батальона Донского фронта. До 15 февраля 1943 года подчинялся Донскому фронту.
К концу 1942 года была подсчитана статистика за все время существования батальона. За первые три месяца участия в боевых действиях, то есть со 2 октября 1942 года по 1 января 1943 года в «1-й» и затем «8-й» ошб Донского фронта поступило 154 осужденных военными трибуналами и 177 человек без суда, по nриказам командиров дивизий и выше, за трусость и другие nрегрешения на поле боя. Всего — 331 человек. Потери же за это время составили 71 убитых и 138 раненых, всего — 209 человек.
15 февраля 1943 года Донской фронт был расформирован, а на его основе был сформирован Центральный фронт второго формирования. В связи с переформированием фронта, 8 отдельный штрафной батальон Донского фронта перешёл в подчинение Центральному фронту. До 20 октября 1943 года подчинялся Центральному фронту второго формирования.
В марте 1943 года на самом верху были приняты решения, ещё более упрощавшие порядок комплектования штрафных подразделений. Вместо военных трибуналов снова, как в 1937-м, без суда и следствия, заработали быстрые «тройки»:
После разгрома Сталинградской группировки немцев до Курска шло успешное наступление, нарушений не было, или были незначительными. Даже если они и были, то командиры не стремились отдавать своих подчиненных за незначительные нарушения под трибунал. Трибуналы не работали. А батальоны по приказу созданы, но наполнять их было не кем. Потом кто-то вспомнил, что есть офицеры, бывшие в плену, бежавшие из плена, перешедшие к своим и продолжающие служить в армии. Есть офицеры, которые не сумели перейти фронт и освобожденные Советской Армией. Вот тогда, в марте 1943 года была создана комиссия из 3-х человек (тройка) «по проверке офицеров, бывших в плену». По-видимому, срочно было необходимо создаваемые штрафные батальоны заполнить. Поэтому бывших в плену офицеров отзывали из подразделений и направляли в эту комиссию. 
Эти комиссии без разбора в том, сдался в плен или не по своей воле попал туда, направляли в штрафбаты рядовыми. Эти же комиссии направляли и тех офицеров, которые не были в плену, но находились в окружении и не сумевших перейти фронт самостоятельно. А ведь в приказе №227 ничего не говорилось о том, чтобы побывавших в плену или в окружении офицеров направлять в штрафбаты... Тогда не различали: кто сдался в плен добровольно, а кто попал по независящим от него обстоятельствам...
10 мая 1943 года одним из «штрафников» (военнослужащим переменного состава) батальона, за то, что попал в окружение и плен, пробыл там двадцать дней и остался живым, стал инженер технической роты 409-го отдельного строительного батальона Киевского укрепрайона, военинженер 3-го ранга Басов Семён Емельянович — будущий полковник строительных войск. Несмотря на то, что бежал из плена и вышел к своим войскам, быстрой «тройкой» был направлен «для искупления своей вины» в 8 отдельный штрафной батальон сроком на два месяца:
...приехали... из дорожного управления Центрального фронта два майора... начальник дорожного отдела и... начальник мостового отдела: «где, что, когда, почему»? За пять дней пропустили больше тысячи офицеров, выстроили всех и председатель комиссии четко, как удары молота произносит тяжелые слова, которые до сих пор помню слово в слово: «Офицеров, бывших в плену, отозвать из войсковых частей, снять с командных должностей, лишить воинских званий, для искупления своей вины направить рядовыми в штрафной батальон сроком, - слышу свою фамилию, - на два месяца». Быстро всех переодели в солдатское бывшее в употреблении обмундирование (ботинки с обмотками, пилотки), на автомашины и 10 мая 1943 года в окопы на Курскую Дугу под Панырями. Так я оказался в 8-м Отдельном штрафном батальоне Центрального Фронта. Это был первый Курский набор, состоящий из одних офицеров, бывших в плену от младшего лейтенанта до полковника. Может, и были, единицы, осужденные военным трибуналом, я о них не слышал, да и вряд ли они были, учитывая успешное наступление наших войск.
В Курской битве 8 отдельный штрафной батальон Центрального фронта сражался на правом, северном фасе Курской дуги.
В последнем приказе о боевых действиях батальона на Курской дуге № 167 от 2 августа указано, что отчислены из батальона 159 раненых, 88 погибших смертью храбрых и 68 досрочно освобождённых за боевые отличия. Таким образом, за две недели наступления (с 15 июля по 2 августа) погибших и пропавших без вести оказалось 219 человек, не считая тех, кто был убит под Понырями.
Так воевали офицеры-штрафники... Они шли рядом в атаку на пулеметы, вместе легли в братскую могилу у села Муравель. Они искупили «вину» кровью и не только искупили, они купались в крови, умывались кровью своей и чужой. Полковник юстиции А. Мороз в статье «Искупление кровью» в газете «Красная звезда» от 16 июня 2006 г. пишет, что на Курской дуге «...8-й отдельный штрафной батальон Центрального фронта понес очень большие потери, в оборонительных и наступательных боях погибло 143 человека и 375 получили ранения». А это 80 процентов личного состава батальона. За каждой из этих цифр — конкретное имя.
Господа офицеры! Вам не было веры. Вас вели на убой.

Кто отважно сражался и павшим остался, и тот - не герой...
...Учитывая, что во время оборонительных боёв под Понырями были убитые и раненые, на 2 августа из 698 офицеров осталось в живых только 68, которые и были освобождены досрочно. А 630 офицеров, погибших ранее, искупили свою вину кровью.
...К сказанному следует добавить, что до 15 июля под Понырями, когда батальон не отступил, несмотря на жесточайшие атаки, штрафники вывели из строя много немецких солдат и офицеров. По данным штаба 8-го ОШБ от 19 сентября 1943 г., во время наступления было уничтожено 450 немецких солдат, 41 унтер-офицер, 12 обер-офицеров. Итого, только убитыми немцы потеряли 504 Человека.
20 октября 1943 года Центральный фронт второго формирования был переименован в Белорусский фронт первого формирования. В связи с переименованием фронта, 8 отдельный штрафной батальон Центрального фронта перешёл в подчинение Белорусскому фронту. До 24 февраля 1944 года подчинялся Белорусскому фронту первого формирования.
В декабре 1943 года первый раз попал на фронт и сразу же стал командиром (военнослужащим постоянного состава) взвода, а затем и роты 8 ошб Белорусского фронта молодой офицер Пыльцын Александр Васильевич — будущий генерал-майор и мемуарист, автор многих книг-исследований и воспоминаний о службе в 8-м штрафбате.
21 февраля 1944 года, в начале Рогачёвско-Жлобинской наступательной операции, в районе городка Гадиловичи Рогачёвского района Гомельской области, 8 отдельный штрафной батальон Белорусского фронта под командованием уроженца Рогачёвского района подполковника Осипова Аркадия Александровича, в составе 3-й армии генерала Горбатова, совершил прорыв немецкой обороны. В дерзком рейде по вражеским тылам воины штрафбата уничтожали резервы и огневые средства противника, штабы и склады боеприпасов, чем помогли освободить город Рогачёв и населённые пункты района, захватить большой плацдарм на Днепре, с которого впоследствии была начата Белорусская наступательная операция «Багратион».
24 февраля 1944 года Белорусский фронт первого формирования был переименован в 1-й Белорусский фронт первого формирования. В связи с переименованием фронта, 8 отдельный штрафной батальон Белорусского фронта перешёл в подчинение 1-му Белорусскому фронту. До 5 апреля 1944 года подчинялся 1-му Белорусскому фронту первого формирования.
5 апреля 1944 года 1-й Белорусский фронт первого формирования был переименован в Белорусский фронт второго формирования. В связи с переименованием фронта, 8 отдельный штрафной батальон 1 Белорусского фронта перешёл в подчинение Белорусскому фронту. До 16 апреля 1944 года подчинялся Белорусскому фронту второго формирования.
16 апреля 1944 года Белорусский фронт второго формирования был переименован в 1-й Белорусский фронт второго формирования. В связи с переименованием фронта, 8 отдельный штрафной батальон Белорусского фронта перешёл в подчинение 1-му Белорусскому фронту. До 9 мая 1945 года подчинялся 1-му Белорусскому фронту второго формирования.
9 мая 1945 года батальон был выведен из состава действующей армии.
8-й ОШБ уже не 1-го Белорусского фронта, а Группы советских оккупационных войск в Германии официально перестал существовать 6 августа 1945 г. В приказе № 207, датированном этим числом и составленном в деревне Брюхенмюле, говорилось: «По части строевой… §2. С сего числа личный состав, обоз и имущество отдельного штрафного батальона на основании отношения ОКГСОВГ №02255 от 27 июля 1945 г. полагать отправленным и сданным в соответствующие отделы ГСОВГ, а батальон с сего числа считать расформированным».
6 августа 1945 года батальон был расформирован.

### Подчинение
| Дата            | Фронт                                      | Примечания |
| --------------- | ------------------------------------------ | ---------- |
| 12.12.1942 года | Донской фронт                              | -          |
| 15.02.1943 года | Центральный фронт второго формирования     | -          |
| 20.10.1943 года | Белорусский фронт первого формирования     | -          |
| 24.02.1944 года | 1-й Белорусский фронт первого формирования | -          |
| 05.04.1944 года | Белорусский фронт второго формирования     | -          |
| 16.04.1944 года | 1-й Белорусский фронт второго формирования | -          |
| 08.05.1945 года | 1-й Белорусский фронт второго формирования | -          |

### Командиры
- Бурков Дмитрий Ермолович — гвардии майор, командир батальона (03.11.1942 — 1943)[2]
- Осипов Аркадий Александрович — подполковник, полковник, командир батальона (12.05.1943 — 19.08.1944)[2][13][14]
- Батурин Николай Никитович — подполковник, командир батальона (08.1944 — 1945)[2]

## Память
- Братская могила на территории поселка Котлубань, в которой захоронено около 3000 советских воинов, погибших в 1942—1943 гг[15].
- Памятный знак 8-му отдельному штрафному батальону Белорусского, 1-го Белорусского фронтов на берегу Днепра в агрогородке Гадиловичи Рогачёвского района Гомельской области Беларуси[16][17].

## В кино

### Документальное кино
- «Алтарь Победы» (2009—2010), 20-я серия «Штрафбат», с участием военнослужащих 8 ошб Басова и Пыльцына

## Комментарии
1. 1 2  Во избежание путаницы, все названия штрафных воинских подразделений в этой статье приводятся в точном соответствии с официальным «Перечнем № 33» Архивная копия от 25 ноября 2010 на Wayback Machine.